# Jan Szafraniec (biskup)
Jan Szafraniec herbu Starykoń (ur. 1363, zm. 28 lipca 1433 w Brodni ) – kanclerz koronny, polski duchowny katolicki, biskup włocławski, dobroczyńca i rektor Uniwersytetu Krakowskiego.

## Życiorys
Był synem Piotra (1) Szafrańca z Łuczyc i Pieskowej Skały (zm. 1398) i Kachny. Brat Piotra (2) Szafrańca seniora z Pieskowej Skały (zm. 1437), Stanisława z Młodziejowic, Piotra z Łuczyc .
Studiował w Pradze i Heidelbergu. W 1404 został wybrany na rektora Uniwersytetu Krakowskiego. Otrzymał szereg godności kościelnych w Krakowie, był m.in. wikariuszem generalnym i oficjałem biskupa Piotra Wysza z Radolina, a w kapitule krakowskiej – kustoszem, scholastykiem i dziekanem. Był również podkanclerzym koronnym (od 1419) i kanclerzem wielkim koronnym (od 1423). Od momentu objęcia urzędu kanclerskiego w 1423 roku był przywódcą stronnictwa królewskiego wspierającego Jagiełłę.
Był obecny przy wystawieniu przez Władysława II Jagiełłę przywileju czerwińskiego w 1422 roku. Był obecny przy wystawieniu przez Władysława II Jagiełłę przywileju jedlneńskiego w 1430 roku.
W maju 1428 został wybrany przez kapitułę na biskupa kujawsko-pomorskiego (ze stolicą we Włocławku); na wybór ten naciskał król Władysław Jagiełło. Szafraniec odebrał prowizję papieską na biskupstwo we wrześniu 1428. Jako biskup występował przeciwko próbom zajęcia pomorskich dóbr diecezji przez zakon krzyżacki. 
Pochowany w Kaplicy Szafrańców na Wawelu .